# Siège d'Alésia
Pour les articles homonymes, voir Alésia et siège.
Guerre des Gaules
Batailles
- Magetobriga (60)
- Arar (58)
- Cavillonum (58)
- Bibracte (58)
- Ochsenfeld (58)
- L'Aisne (57)
- Le Sabis (57)
- Octodure (57)
- Morbihan (navale) (56)
- Vernix (56)
- Expéditions en Bretagne (55 et 54)
- Aduatuca (54)
- Avaricum (52)
- Gergovie (52)
- Lutèce (52)
- Alésia (52)
- Uxellodunum (51)

Le siège d'Alésia est une bataille décisive de la fin de la guerre des Gaules qui voit la défaite d'une coalition de peuples gaulois menée par Vercingétorix face à l'armée romaine de Jules César. Elle se déroule entre les mois de juillet et de septembre 52 av. J.-C.
Désireux d’accroître son prestige personnel, sa fortune et saisissant l'occasion d'étendre le territoire de la République romaine, Jules César intervient dans les affaires gauloises à partir de 58 av. J.-C. et contrôle rapidement une grande partie de la Gaule. Les succès militaires foudroyants s'enchaînent, rythmés par divers retournements d'alliances et plusieurs expéditions inédites pour Rome, notamment vers les îles britanniques ou par-delà le Rhin. Cependant, malgré la force logistique et militaire de Rome, les peuples celtiques, par le biais de diverses coalitions, se révoltent à plusieurs reprises et, en 52 av. J.-C., le chef arverne Vercingétorix rassemble de nombreux peuples du centre de la Gaule. Il repousse les assauts romains au siège de Gergovie, contraignant César à réorganiser en profondeur son système d'approvisionnement et à réformer sa cavalerie.
Au cours de l'été, après une suite d'escarmouches qui lui sont défavorables, le chef arverne se retrouve encerclé dans l'oppidum d'Alésia, chef-lieu des Mandubiens, que le débat historique et les sources archéologiques permettent de situer à l'emplacement d'Alise-Sainte-Reine en Côte-d'Or, où les nombreux armements antiques découverts, correspondant aux équipements gaulois, germaniques et à ceux de l'armée romaine tardo-républicaine, ainsi qu'un vaste et double système d'encerclement constitué de fossés, talus et palissades, portes, diverticules et pièges, constituent un des dossiers portant sur un siège romain parmi les plus complets des sciences de l'Antiquité, avec le siège de Numance.
Dès le début du siège, César entreprend d'ériger un large double réseau de fortifications autour de l'établissement fortifié, pour investir la place d'une part et pour repousser une éventuelle armée de secours ou une tentative de sortie des assiégés d'autre part. Il met ainsi en place un dispositif de siège passif, fondé sur l'encerclement et non sur l'attaque directe des murs : on parle alors d'« investissement ». Longues d'environ 35 kilomètres cumulés, ces défenses sont composées d'une série de talus en mottes de gazon, de fossés, de palissades et de tours, de pièges destinés à briser les charges de piétons et de cavalerie et témoignent des compétences du génie romain. Ces structures sont entre autres décrites par Jules César dans le passage de la Guerre des Gaules relatif à la bataille. Les forces en présence sont mal connues, mais les historiens estiment que les Gaulois disposent d'une confortable supériorité numérique sur les Romains, qui sont environ 60 000, et font donc face à 80 000 hommes dans l'oppidum, et 240 000 hommes dans l'armée de secours.
Vers août-septembre, les encerclés et l'armée de secours tentent de rompre l'encerclement mais les Romains parviennent à tenir leurs positions et à repousser les assaillants qui se dispersent en désordre. Dans la bataille, le cousin germain de Vercingétorix est pris par César. Démoralisés, faisant face à la captivité de nombreux alliés, et craignant la famine, les Gaulois se rendent peu après cet affrontement, en livrant leur chef militaire Vercingétorix au général romain.
La défaite d'Alésia marque la fin de toute résistance organisée à la domination romaine en Gaule. Auréolé de son succès, riche de son butin et entouré de nombreuses légions de vétérans, César retourne alors en Italie pour stationner ses troupes en vue de demander la ratification de ses actes et conquêtes. Mais les tensions politiques provoquées par son ascension et l'opposition du parti aristocratique mené par Pompée débouchent sur une guerre civile, à partir de janvier 49 av. J.-C. De son côté, Vercingétorix, captif, est incarcéré durant six ans dans la prison Mamertine et probablement exécuté après le triomphe de son vainqueur qui se déroulera en 46 av. J.-C.

## Localisation

### Alésia, oppidum des Mandubiens
Alésia, « oppidum des Mandubiens » selon Jules César, est située par les historiens dans la commune d'Alise-Sainte-Reine (en Côte-d'Or). Cette identification a été permise grâce aux résultats des fouilles engagées à l'initiative de Napoléon III, qui, malgré leur époque, furent d'une qualité certaine au regard de la méthode stratigraphique et planimétrique. Dans les années 1990, de nouvelles fouilles sont relancées sur le site pour explorer de nouvelles zones et re-documenter les zones étudiées par les officiers du Second Empire. Elles sont alors menées par une équipe franco-allemande dirigée par Michel Reddé et Sigmar von Schnurbein, tous deux d'éminents archéologues spécialistes de l'époque romaine. Par le passé, notamment au XIXe siècle, la localisation de la ville d'Alésia a fait débat, notamment du fait de la dimension politique et symbolique que revêt le site : bataille fondatrice de l'histoire de France pour les historiens du régime napoléonien au XIXe siècle, premier point d'ancrage de l'identité nationale pour d'autres, la validité des résultats par ailleurs incontestable au regard de l'ampleur du dossier documentaire archéologique, s'est souvent mêlée à la passion et aux anathèmes.

### Un débat ancien

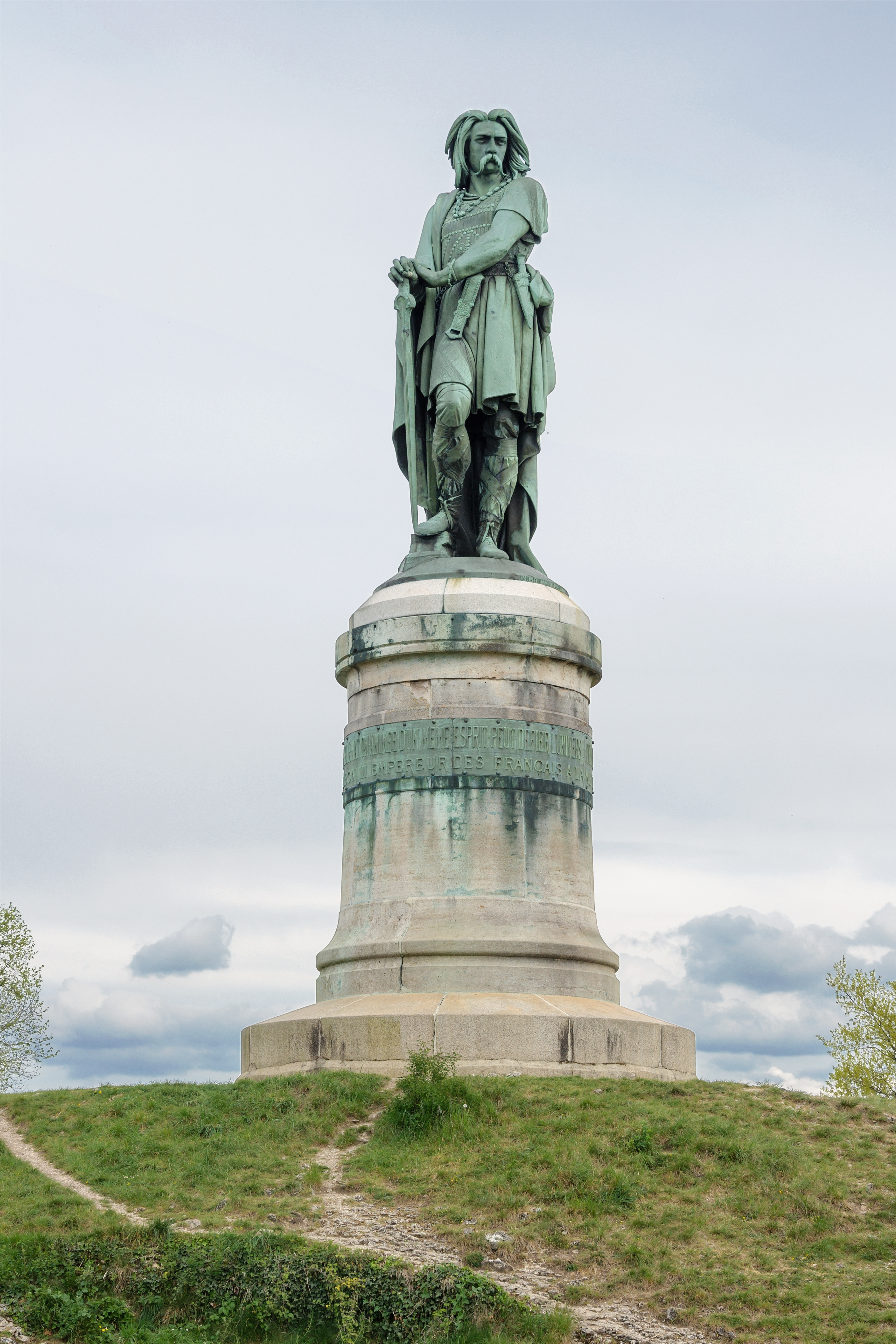
Statue monumentale de Vercingétorix par Aimé Millet, près d'Alise-Sainte-Reine.

Les controverses sur la localisation d'Alésia sont apparues au XIXe siècle, époque qui vit les progrès de l'archéologie scientifique, mais aussi de son instrumentalisation. Deux thèses s'affrontent : celle de nombreux historiens et de Napoléon III, qui repose sur les fouilles entreprises en 1861 après la découverte d'un important dépôt d'armes de l'âge du bronze, aux environs d'Alise, et celle du chartiste Jules Quicherat et du géographe Ernest Desjardins, qui allèguent les textes antiques pour affirmer que le site ne peut être que quelque part en Franche-Comté.
Par la suite, de nombreuses raisons expliquent la persistance et la durée du débat : le patriotisme local et la volonté de rattacher sa région à un épisode majeur de l'Histoire, des raisons politiques dont l'opposition au pouvoir central, le nom de Napoléon III restant attaché aux fouilles d'Alise-Sainte-Reine, la difficulté méthodologique qu'il y a à concilier la lecture d'une source écrite (principalement César) qui peut être partielle et subjective, avec des vestiges archéologiques qui doivent être révélés, autopsiés, et interprétés. Si plusieurs centaines de sites ont été proposés comme emplacement d'Alésia, au cours du dernier quart du XXe siècle la querelle a principalement porté, au niveau universitaire, scientifique et médiatique, sur deux sites : celui d'Alise-Sainte-Reine en Côte-d'Or et celui de Chaux-des-Crotenay/Syam dans le Jura. Alise est le lieu accepté par l'immense majorité de la communauté scientifique française et internationale, du fait de la qualité incontestable des travaux menés et des résultats qu'ils ont produits, tant au XIXe siècle que dans les années 1990.
Depuis le début des années 2000, un consensus solide s'est formé en faveur d'Alise dans la communauté des archéologues et historiens, depuis que des fouilles y ont été menées dans les années 1990,,,. La publication en 2006 par une équipe internationale de chercheurs et d'archéologues d'un corpus des fortifications militaires romaines en Gaule et en Germanie a consacré l'abandon de toute hypothèse alternative à Alise et de tout doute quant à la localisation de la bataille et à la datation des trouvailles d'Alise. Celles-ci prennent désormais place dans une typologie de mieux en mieux connue des travaux de l'armée romaine.
Il n'en reste pas moins que localement, et souvent en dehors des cadres académiques, d'autres sites (outre Chaux/Syam) ont été proposés par des particuliers : Alaise et Pont-de-Roide, dans le Doubs, Salins-les-Bains dans le Jura, Izernore dans l'Ain, Novalaise en Savoie, Aluze en Saône-et-Loire, et Guillon dans l'Yonne. Aucun toutefois ne peut justifier de publications scientifiques et reconnues, qu'elles soient historiques ou archéologiques, ni ne peut avancer un ensemble de découvertes archéologiques aussi pertinentes que celles d'Alise. La persistance d'un tel débat si loin de l'état actuel des publications et connaissances scientifiques peut surprendre, et justifie le constat de Michel Reddé : « À Alésia l'archéologie rencontre l'imaginaire ».

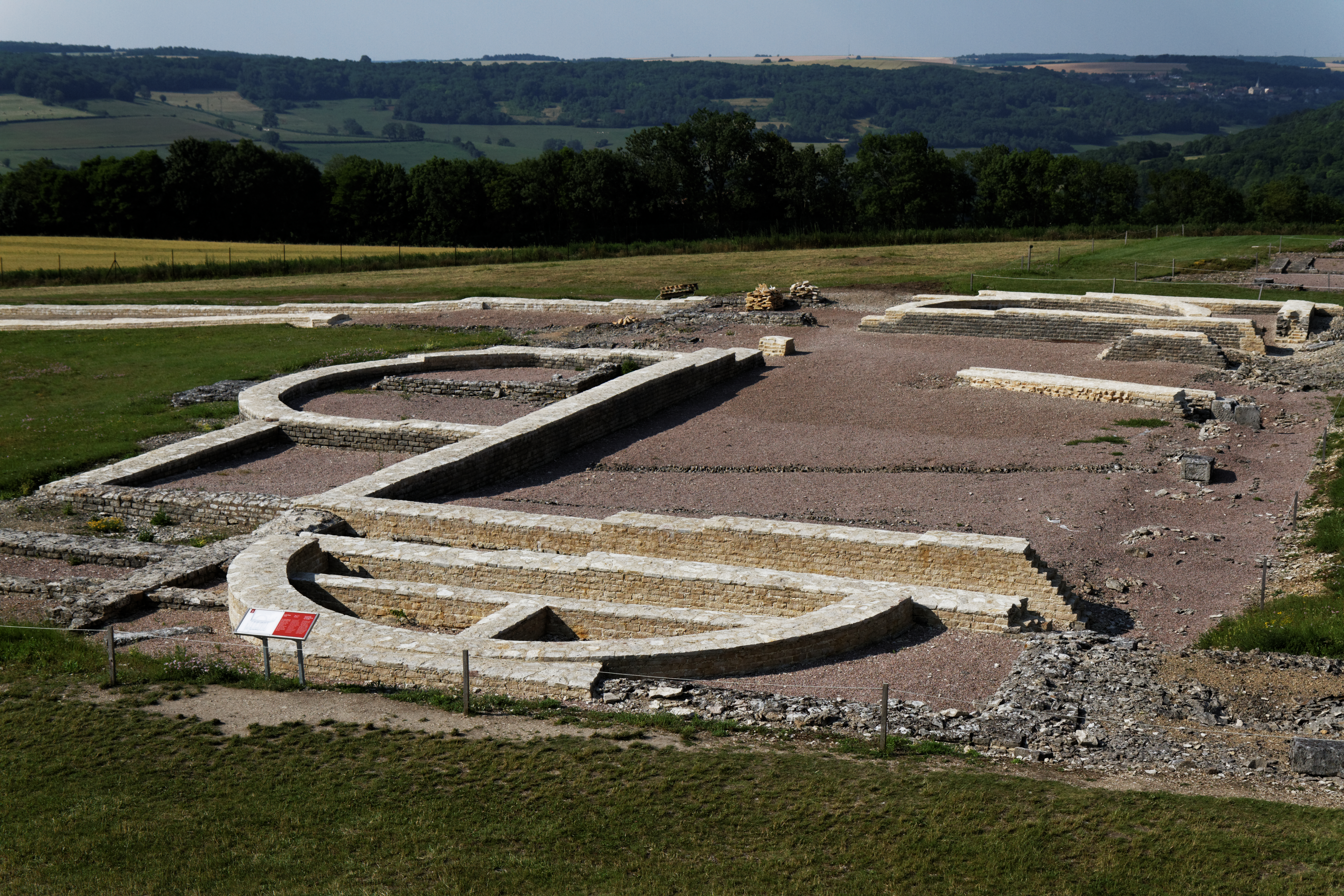
Vestiges de la basilique civile romaine découverte sur le Site archéologique d'Alésia à Alise-Sainte-Reine.

La localisation d'Alésia à Alise-Sainte-Reine s'appuie sur la convergence d'un certain nombre d'indices, issus tantôt de la tradition littéraire et de la toponymie locale, tantôt des découvertes archéologiques accumulées sur l'oppidum même ainsi que dans ses environs immédiats, lieux de la tenue du dispositif de siège césarien.

### Données linguistiques et toponymiques

#### Mémoire carolingienne et identification médiévale
La localisation à Alise-Sainte-Reine est la plus ancienne qui ait été proposée. Vers 840/870, le moine Héric, chroniqueur au monastère de Saint-Germain d'Auxerre, témoigne d'un rapprochement entre Alésia et Alise-Sainte-Reine. L'idée fut diffusée par les moines bénédictins de Flavigny-sur-Ozerain. L'Auxois était par ailleurs, désigné pendant le Haut Moyen Âge comme pagus Alisiensis, « pays d'Alésia », appuyant l'idée qu'Alésia, au cours de l'époque romaine, ne bénéficia jamais du statut de civitas pérégrine, latine ou romaine, mais qu'elle fut intégrée comme fraction au territoire de la cité des Éduens ou des Lingons.

#### Linguistique

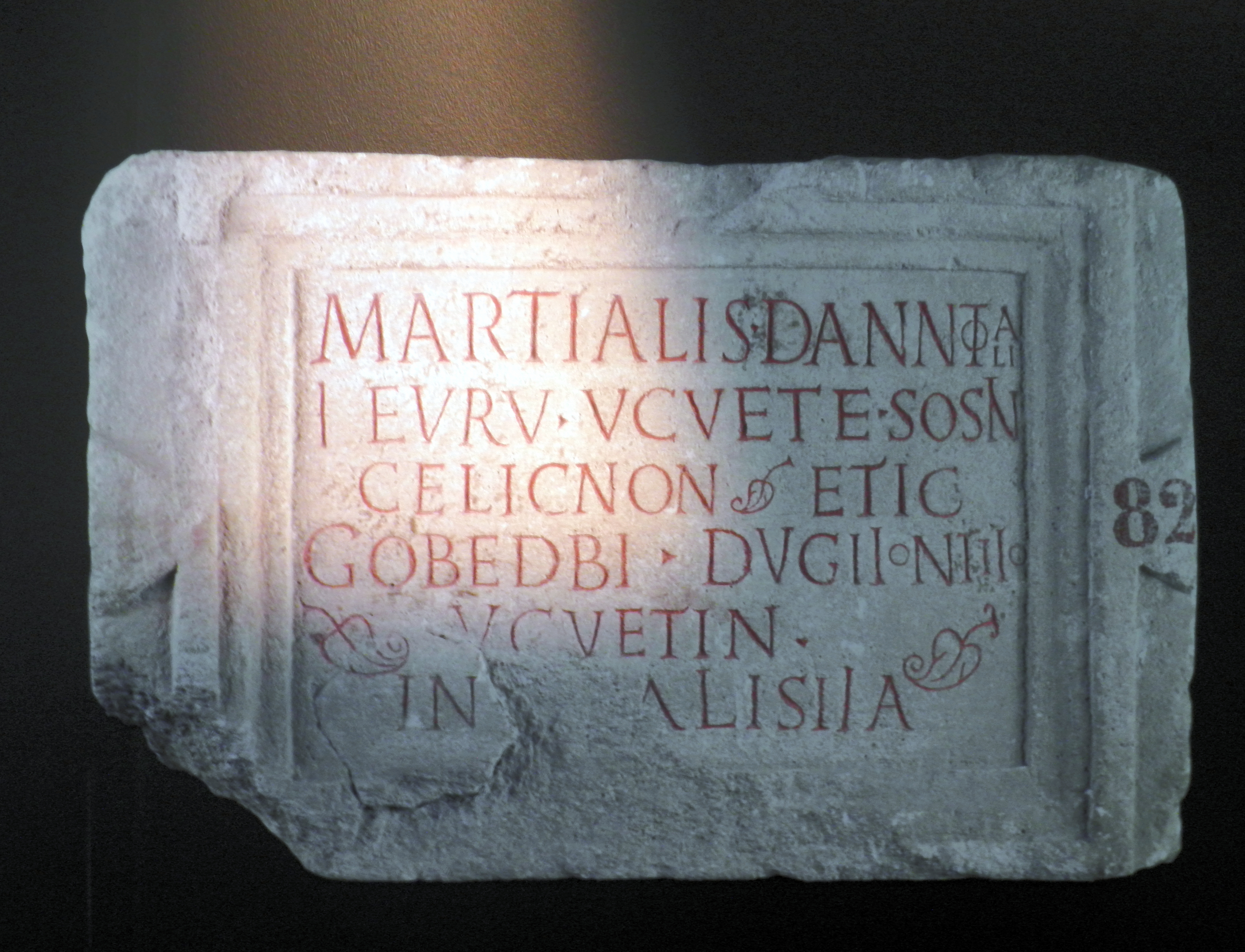
La dédicace de Martialis avec la mention « Alisiia », exposée au MuséoParc Alésia, Alise-Sainte-Reine en Côte-d'Or, Bourgogne-Franche-Comté.

Le raisonnement linguistique désignant Alise-Sainte-Reine comme l'Alésia de César s'appuie sur l'aspect analogue du toponyme moderne Alise et de l’Alesia des Grecs et des Romains. En outre, une stèle d'époque gallo-romaine portant l'inscription « ALISIIA » a permis de confirmer la filiation avec le nom d’Alise. Ensuite, une meilleure connaissance du gaulois par les spécialistes de cette langue, a démontré que l'évolution phonétique d'Alesia en Alisi(i)a allait de soi. Cette pierre appelée pierre de Martialis est d’expression gauloise, écrite en caractère latin, donc probablement postérieure à la conquête de la Gaule. Pour expliquer la coexistence, à l'époque antique, d'une graphie Alisiia pour les indigènes et Alesia, pour les auteurs romains et grecs, Claude Grapin, conservateur en chef du patrimoine chargé du musée Alésia, considère que l'une était une graphie populaire locale tandis que l'autre était une latinisation propre aux lettrés étrangers qui n'ont pas su comprendre le mot gaulois. Il s'appuie en cela sur les travaux des toponymistes et des linguistes, spécialistes du gaulois. Pour ceux-ci, l'identité Alisiia / Alesia ne fait aucun doute, bien qu'ils ne l'expliquent pas tout à fait de la même manière,,. En effet, ils considèrent que la fermeture de [e] en [i] ne pose pas de problème, puisqu'elle s'observe par ailleurs en gaulois (cf. Lexovii / Lixovii et Teutates / Toutatis]), il s'agit donc d'une évolution phonétique régulière intrinsèque au gaulois, qui est prise en compte dans la graphie plus moderne Alisiia, forme plus récente, vraisemblablement postérieure à la conquête romaine. Comme souvent, et pour des raisons compréhensibles, le grec et le latin littéraires ont conservé une forme plus archaïque du gaulois.

### Données archéologiques issues des fouilles anciennes et modernes

#### Épigraphie
La découverte de la stèle d'époque gallo-romaine portant l'inscription « ALISIIA » et dénommée « pierre de Martialis » a été retenue comme argument par les partisans du site. La stèle étant abîmée juste avant le premier A et l'espace précédant l'inscription étant plus large que dans le reste de la présentation générale de la stèle, on pourrait penser qu'une lettre aurait pu précéder le A. Mais d'une part, cette variation d'espacement n'est pas inhabituelle en épigraphie latine et d'autre part la découverte après 1970 de tessères (jetons de plomb) d'époque romaine a confirmé que le nom de la ville commençait, à cette époque, par ALI.
La découverte de deux balles de fronde dont les inscriptions (« T.LABI ») sont attribuées au légat de César, Titus Labienus, a été soulignée, et identifient d'après Michel Reddé « sans contestation possible » le camp C à celui de Labienus.

#### Archéologie et dispositif de siège
Les fouilles faites durant le règne de Napoléon III, à partir de 1861 à Alise-Sainte-Reine, ont dégagé un ensemble de fortifications et fossés autour de l'oppidum gaulois et un important matériel dont la datation n'a pas toujours été bien reconnue, l'état des recherches dans les années 1860 amalgamant des époques différentes.
La conduite de fouilles restreintes et le réexamen des fouilles du XIXe siècle par Joël Le Gall ont entraîné dès la fin des années 1960 la conviction de la majorité des historiens. Ainsi André Chastagnol affirmait en 1969 : « L'identification ne saurait plus désormais être remise en question ».
De nouvelles fouilles ont été effectuées dans les années 1990 par une équipe franco-allemande dirigée par l'archéologue et historien Michel Reddé ; les résultats ont été publiés en 2001. Ces fouilles, menées de 1991 à 1997 avec le concours du professeur Siegmar von Schnurbein, ont confirmé les trouvailles et la topographie dégagées sous le Second Empire. Elles ont par ailleurs mis au jour du matériel bien daté par typologie, à la fois de l'époque gauloise (La Tène finale) et de l'époque romaine (fin de la République). Les partisans de la localisation à Alise ont souligné ces découvertes et argué de leur prise en compte par la plus grande partie de la communauté scientifique internationale.

#### Corpus monétaire
Le corpus de monnaies trouvées lors des fouilles du XIXe siècle et depuis, en particulier lors des fouilles des années 1990, constitue un argument de poids pour le site d'Alise. Contenant des espèces provenant de toute la Gaule, y compris des monnaies arvernes à l'effigie de Vercingétorix frappées dans des alliages de circonstance afin de pallier le manque de métal monnayable de qualité, ainsi que des monnaies républicaines romaines, l'ensemble constitue un témoignage archéologique de la concentration humaine d'origines multiples qui se tint sur les lieux pendant les quelques semaines que dura le siège.
Si les trouvailles numismatiques du XIXe siècle furent critiquées par les « adversaires » d'Alise, qui y dénoncèrent même des falsifications, elles plaident aujourd'hui pour l'authenticité du site :
- d'une part, la répartition des monnaies romaines, ce que l'on appelle le facies numismatique du corpus, correspond à ce que l'on connaît maintenant des frappes républicaines, mais que l'on ignorait à l'époque de leur trouvaille : il est difficile de plaider le faux. Cependant, contrairement aux fouilles franco-allemandes, l'absence d'impériales dans les découvertes du XIXe siècle pose question pour M. Reddé : « On doit s’étonner que la collection du MAN ne contienne pas d’impériales, et on peut se demander si elle n’a pas fait l’objet d’un tri a posteriori »[17].
- d'autre part, la même observation peut être faite pour le groupe des monnaies gauloises, dont la grande diversité de provenance, si elle ne reflète pas toute la diversité de composition de l'armée coalisée gauloise[18], reste un cas rare de trésor monétaire gaulois d'origine aussi diverse. Les ensembles de monnaies gauloises trouvés au XIXe siècle présentent une composition très proche des trouvailles des fouilles récentes : cette diversité n'est donc pas le résultat d'une imposture attribuable aux fouilleurs du Second Empire. Les progrès récents de la numismatique celtique, à la suite des travaux de Jean-Baptiste Colbert de Beaulieu, n'ont par ailleurs apporté aucune contradiction aux trouvailles faites à Alise, mais au contraire ont appuyé l'identification.

Les monnaies au nom de Vercingétorix n'ont été retrouvées, en dehors du territoire arverne, qu'à Alise-Sainte-Reine. Dans ce dernier cas les monnaies de Vercingétorix présentent une composition métallique particulière (orichalque, ou plutôt laiton selon la terminologie moderne) qui pourrait être expliquée par les besoins du siège, même si les conditions exactes de réalisations de cet alliage restent encore hypothétiques : « La question de la fabrication de ces monnaies reste encore quelque peu en suspens, bien que la refonte de fibules nous paraisse, dans l'état actuel des connaissances, une hypothèse envisageable » selon Sylvia Nieto.

#### Équipements militaires
Les fouilles des fossés du siège ainsi que des divers campements césariens ont permis aux archéologues du XIXe siècle comme du XXe de mettre au jour le plus grand ensemble d'armements connus pour la toute fin de la protohistoire européenne. Ce sont ainsi près de 600 équipements militaires divers et variés qui ont été découverts, allant des chausse-trappes (tribuli) aux munitions d'armes de siège (catapulte et baliste) en passant par un vaste panel de pilums, épées gauloises et glaives romains, balles de frondes, lances, casques, des umbo de boucliers germaniques très rares en Gaule. La présence de ces objets aussi loin du sillon rhénan ne peut s'expliquer que par la présence de mercenaires germains, comme ceux qui servaient dans l'armée de César. Ces armes ont pu pour certaines faire partie d'un même dépôt votif à l'issue de la bataille, sous forme de trophée ou de congeries armorum, comme il est pratiqué couramment par les armées antiques.

#### Ostéologie
L'analyse ostéologique de 10,66 kg de restes osseux et dentaires de chevaux retrouvés sur le lieu de la bataille a montré la coexistence de plusieurs espèces de chevaux correspondant aux chevaux trouvés à cette époque en Italie, en Gaule et en Germanie. Les restes de chevaux témoigneraient donc de la présence de cavalerie romaine, gauloise et germanique à Alise au milieu du Ier siècle avant notre ère.
Cette présence simultanée des armées romaines, germaines et gauloises peut s'expliquer principalement par le siège d'Alésia, aucun autre combat entre les trois armées n'ayant pour cette époque laissé de témoignage historique, à moins qu'il s'agisse d'un enfouissement cultuel postérieur à la bataille, ce qui permettrait d'expliquer la présence dans un seul fossé, et sur 300 mètres de long, d'os de chevaux et de sangliers, d'armes cassées, de diverses pièces romaines et gauloises et d'un vase de l'époque de Néron.
Le caractère probant de ces exhumations reste contesté par les tenants de la localisation jurassienne, même s'ils datent bien le matériel découvert de l'époque gallo-romaine, et ils émettent des doutes sur l'authenticité de certaines pièces.
Le déclassement comme site archéologique d'intérêt national d'Alise en 1998 fut parfois interprété par les tenants de l'hypothèse jurassienne comme un désaveu officiel du site. Au contraire, les autorités ministérielles l'expliquèrent à l'époque par la décentralisation et la fin des grandes campagnes de fouilles menées durant les années précédentes : la région Bourgogne pouvait alors diriger l'aménagement du site sans en référer à Paris.

### Données textuelles

#### Philologie
Le passage de César décrivant le combat de cavalerie à la veille du siège d’Alésia (B.G, VII, 66,2.) situe celui-ci à la frontière du territoire séquane. Dion Cassius et Plutarque situent quant à eux ce combat en territoire séquane. Dion Cassius, deux siècles après Alésia, écrit : « Il fut arrêté dans le pays des Séquanes ». Plutarque écrit : « Il franchit le territoire des Lingons, pour atteindre celui des Séquanes. C'est là que les ennemis tombent sur lui et l'encerclent avec de nombreux milliers d'hommes ». Même si ses Vies Parallèles sont d'après Joël Le Gall, directeur des fouilles d'Alise, un ouvrage d'inspiration philosophique, « les renseignements d'ordre historique qu'il y a rassemblés sont très précieux : c'est le cas de ceux qu'il donne sur le siège d'Alésia » ; André Chastagnol considère que Dion Cassius comme Plutarque, a « mal compris ou déformé le texte de César lorsqu'il l'a transposé en grec », ce qu'il est possible de voir comme des confusions ou des erreurs. René Martin estime au contraire que le passage du texte se trouve explicitement confirmé par Dion dans son Histoire romaine, 40, 39, 1. « Vercingétorix intercepta César alors qu'il se trouvait chez les Séquanes et l'encercla ». Des philologues ou des historiens, certains, s'appuyant sur une étude de G. Zecchini, aussi critiquée,, considèrent toutefois que le récit de Dion donne accès à une autre source que César et présenterait une information digne de crédibilité,. Dernièrement, Marie-Laure Freyburger estime que les renseignements historiques donnés par Dion sont précis et justes. Un débat similaire existe à propos de Plutarque,,. En définitive, il faut retenir que généralement les défenseurs d'Alise-Sainte-Reine privilégient le témoignage de Jules César, acteur de l'événement, sur ceux de Dion Cassius et Plutarque. À l'inverse, les défenseurs des Alésia franc-comtoises considèrent que les textes des auteurs grecs sont parfaitement valables et fournissent un complément indispensable au texte césarien.
Les découvertes archéologiques en Gaule d'ateliers pratiquant la métallurgie du bronze, et notamment la fabrication de harnachement en bronze argenté, semblent confirmer le témoignage de Pline l'Ancien qui écrit en 77 son livre Histoire Naturelle, XXXIV, 48 (17), 162-163 que l'invention du placage de plomb sur le bronze revient aux Gaulois et il ajoute : « Dans la ville forte d’Alésia, on s'est mis plus tard à appliquer également de l'argent à chaud par un procédé analogue, surtout pour les harnais des chevaux, des bêtes de somme et des attelages, pour le reste ce fut une gloire des Bituriges »,,,. Les fouilles archéologiques ont notamment révélé l'importance des ateliers de métallurgie et du sanctuaire du dieu protecteur de la métallurgie, Ucuetis, sur l'oppidum d'Alise, sur lequel une agglomération gallo-romaine se développe après la fin de la guerre des Gaules.

## Le déroulement du siège

### Une année critique en Gaule pour César

#### Une Gaule en théorie divisée
La guerre des Gaules n’est pas celle de tous les Gaulois. Les divers peuples du monde celtique sont très inégalement impliqués dans le conflit et certains se montrent indéfectiblement liés à Rome, comme les Rèmes. Le conflit recoupe en fait aussi des divisions propres aux sociétés gauloises. Selon Serge Lewuillon la classe dirigeante gauloise, de grands propriétaires terriens, se serait divisée en deux partis opposés, d'une part une « ancienne aristocratie » et d'autre part une « aristocratie sénatoriale » plus réceptive aux modèles politiques méditerranéens. On a pu aussi penser que commerçants et artisans, qui s’enrichissent de plus en plus au contact de Rome, se montraient plus favorables à César. Ces interprétations ne font pas toutefois l'unanimité et si Serge Lewuillon a privilégié une description des sociétés gauloises pendant la guerre en termes de division sociologique, on a pu aussi décrire leurs divisions en suivant des modèles ethnologiques et voir en elles un exemple de société segmentaire. C'est dans ce contexte géopolitique plein et complexe que César a dû s'intégrer pour mener à bien sa guerre, avec divers revers, notamment en 52.

#### Une coalition inédite face aux armées romaines
Plusieurs facteurs contribuent à décider César à un repli en cette année 52. D'une part, il y a la révolte généralisée des peuples gaulois, les menaces d'attaques par les Éduens et les Arvernes sur la Province romaine peuplée d'Allobroges, et sur les secteurs de la province Narbonnaise en Aquitaine où Vercingétorix a envoyé des ambassadeurs ; d'autre part, il y a des problèmes de famille et de politique à Rome : la mort de sa fille Julie, épouse de Pompée, l'alliance nouvelle de Pompée avec ses ennemis, une opposition chez les sénateurs à Rome à sa politique de conquête qui prend de plus en plus d'importance, la menace d'une remise en question de son proconsulat. Tous ces facteurs l'obligent à envisager un repli de son armée vers la Province romaine et l'Italie. La bataille d'Alésia fait par ailleurs de peu suite à une grave défaite pour César, à Gergovie, au cours de laquelle les Éduens, jusqu'alors fidèles alliés des Romains, font défection. Devant faire face à la révolte de tous les peuples gaulois, à l'exception de trois, les Lingons, les Rèmes, et les Trévires, César décide de regrouper toute son armée et de quitter la Gaule. Il réunit ses six légions avec les quatre légions de Labienus à Sens Agedincum, où se trouvent en réserve deux légions venues d'Italie.

#### Le mouvement de retraite vers le sud
Avec ses douze légions réunies, il s'éloigne du pays des Sénons en révolte et se replie sur le territoire des Lingons, ses alliés restés fidèles, où il stationne. Peut-être installé à Langres ou dans les environs pendant l'été de 52 av. J.-C. il fait venir une forte cavalerie de mercenaires germains propre à garantir une retraite plus sûre vers la Province romaine, afin de compenser par ailleurs la perte de la cavalerie éduenne désormais dans le camp de ses ennemis. Plusieurs mois auparavant, César avait envoyé son lieutenant Labienus combattre et soumettre les Parisii, pendant qu'il attaquait lui-même les Arvernes à Gergovie : « Labienus, laissant à Agédincum, pour garder les bagages, les troupes de renfort qu'il venait de recevoir d'Italie, part vers Lutèce avec quatre légions ». Après l'échec qu'il a subi à Gergovie et après avoir perdu presque toute sa cavalerie, César décide de regrouper son armée et il demande à Labienus de le rejoindre à Langres. Une fois la jonction faite, et sa cavalerie reconstituée, César fait mouvement vers le sud pour rentrer en Italie.

### Prélude au siège: la bataille de cavalerie

#### Une course-poursuite pour surprendre César
Voyant les légions romaines battre en retraite, Vercingétorix abandonne sa stratégie de terre brûlée et décide d'anéantir l'armée de César avant qu'elle puisse rejoindre la province, en talonnant l'armée romaine avec ses forces de cavalerie. Dion Cassius, dans le livre quarantième de l’Histoire romaine, suggère que Vercingétorix adopta la tactique d'une attaque surprise pour détruire l'armée romaine en route vers les Allobroges :

« Avant cet événement, Vercingétorix, à qui César ne paraissait plus redoutable à cause de ses revers, se mit en campagne contre les Allobroges. Il surprit dans le pays des Séquanais le général romain qui allait leur porter du secours, et l'enveloppa ; mais il ne lui fit aucun mal : bien au contraire, il força les Romains à déployer toute leur bravoure, en les faisant douter de leur salut et reçut un échec par l'aveugle confiance que le nombre de ses soldats lui avait inspirée. Les Germains, qui combattaient avec eux, contribuèrent aussi à sa défaite : dans l'impétuosité de l'attaque, leur audace était soutenue par leurs vastes corps, et ils rompirent les rangs de l'ennemi qui les cernait. Ce succès imprévu ne ralentit point l'ardeur de César : il contraignit les barbares fugitifs à se renfermer dans Alésia, qu'il assiégea. »

L'attaque surprise de la cavalerie gauloise se produit sur la colonne en marche de toute l'armée romaine, soit environ 60 000 soldats, accompagnés de leurs servants et auxiliaires, soit presque 100 000 personnes, le tout s'étirant sur une distance d'environ 30 kilomètres, distance habituelle de chaque étape, entre deux campements. L'attaque a lieu dans une plaine, où les gaulois ont rassemblé 15 000 cavaliers cachés derrière une colline, l'armée gauloise elle-même composée de 80 000 combattants restant en retrait, derrière une rivière. Les cavaliers gaulois, d'après César, « sont répartis en trois corps et deux apparaissent soudain sur nos flancs tandis que le troisième, en tête de la colonne, s'apprête à lui barrer la route ». César fait intervenir les cavaliers germains qui mettent en fuite la cavalerie gauloise.

#### Le repli des Gaulois vers Alésia
Voyant la déroute de sa cavalerie, Vercingétorix, qui avait disposé ses troupes devant son camp, les « mit en retraite incontinent, et prit la route d’Alésia, ville des Mandubiens, en ordonnant qu'on se hâtât de faire sortir du camp les bagages et de les acheminer à sa suite. Après avoir emmené ses bagages sur la colline la plus proche et laissé deux légions pour les garder, César suivit l'ennemi aussi longtemps que le reste du jour le permit, et lui tua environ trois mille hommes de l'arrière-garde ». Le lendemain, il campa devant Alésia, la distance séparant le lieu de la bataille préliminaire et Alésia n'étant que d'une demi-étape. L'armée gauloise est composée lors du siège, d’après César, de 80 000 hommes auxquels il faut ajouter de nombreux cavaliers renvoyés par Vercingétorix au début du siège. On ne peut toutefois pas vérifier le chiffre du nombre des cavaliers survivants. Avant l'encerclement total de l'oppidum, Vercingétorix renvoie les restes de sa cavalerie avec mission de revenir avec une armée de secours. Munis d'un mois de ravitaillement, son armée s'ajoute dans l'oppidum à la population locale des Mandubiens. Ils y attendent l'armée gauloise de secours, qui doit venir prendre l’armée romaine à revers. César et ses douze légions, soit entre 50 000 et 72 000 Romains (une partie des légions était incomplète du fait des pertes antérieures) et 10 000 Germains, décident de mettre le siège autour de l'oppidum d'Alésia, qui contrôle la route vers la province. Ils sont également rejoints par des alliés gaulois dont l'effectif n'est pas précisément connu.

### Les travaux de siège

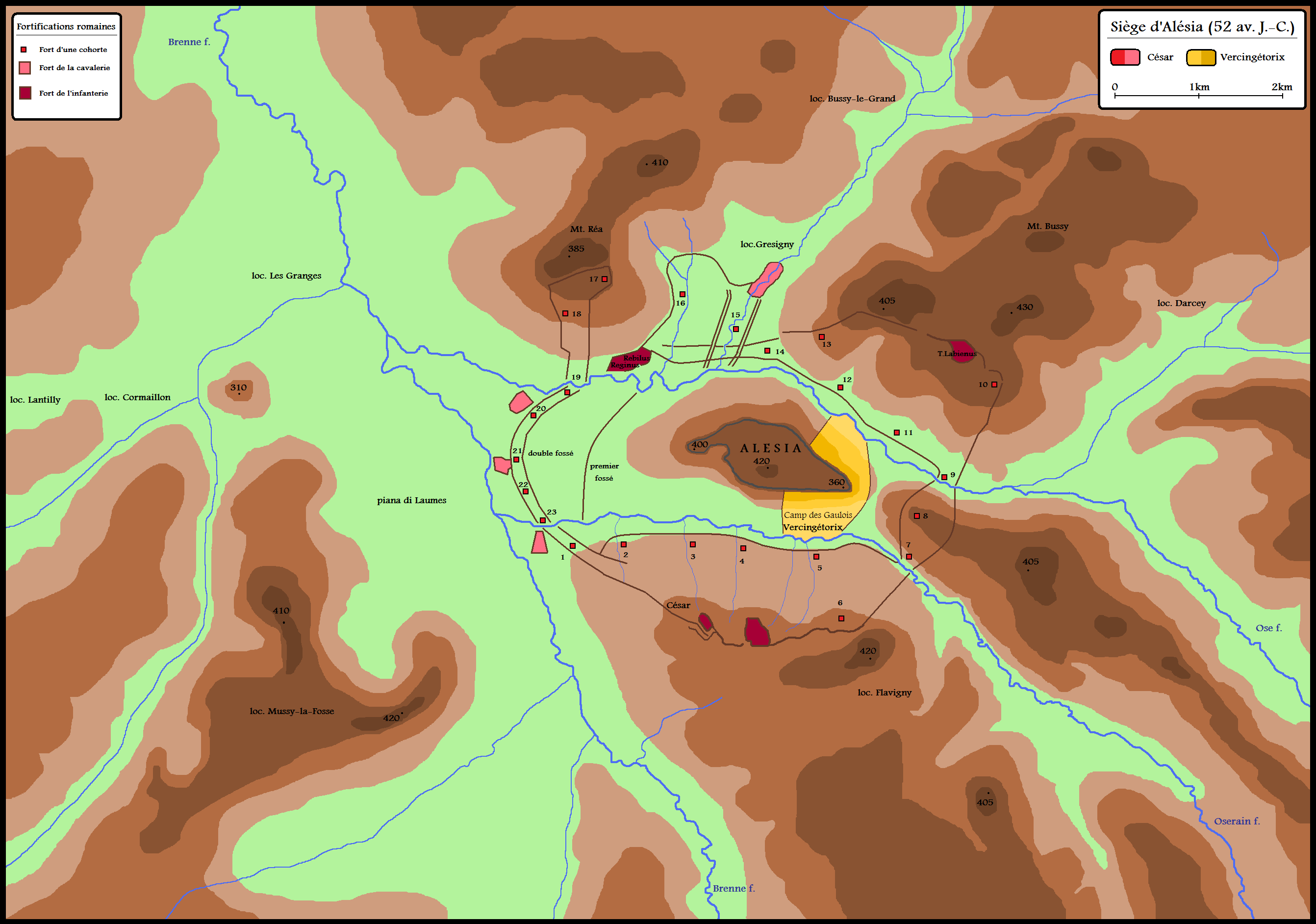
Une proposition de restitution des fortifications de César lors du siège d'Alésia.

#### La nécessité d'un siège d'investissement

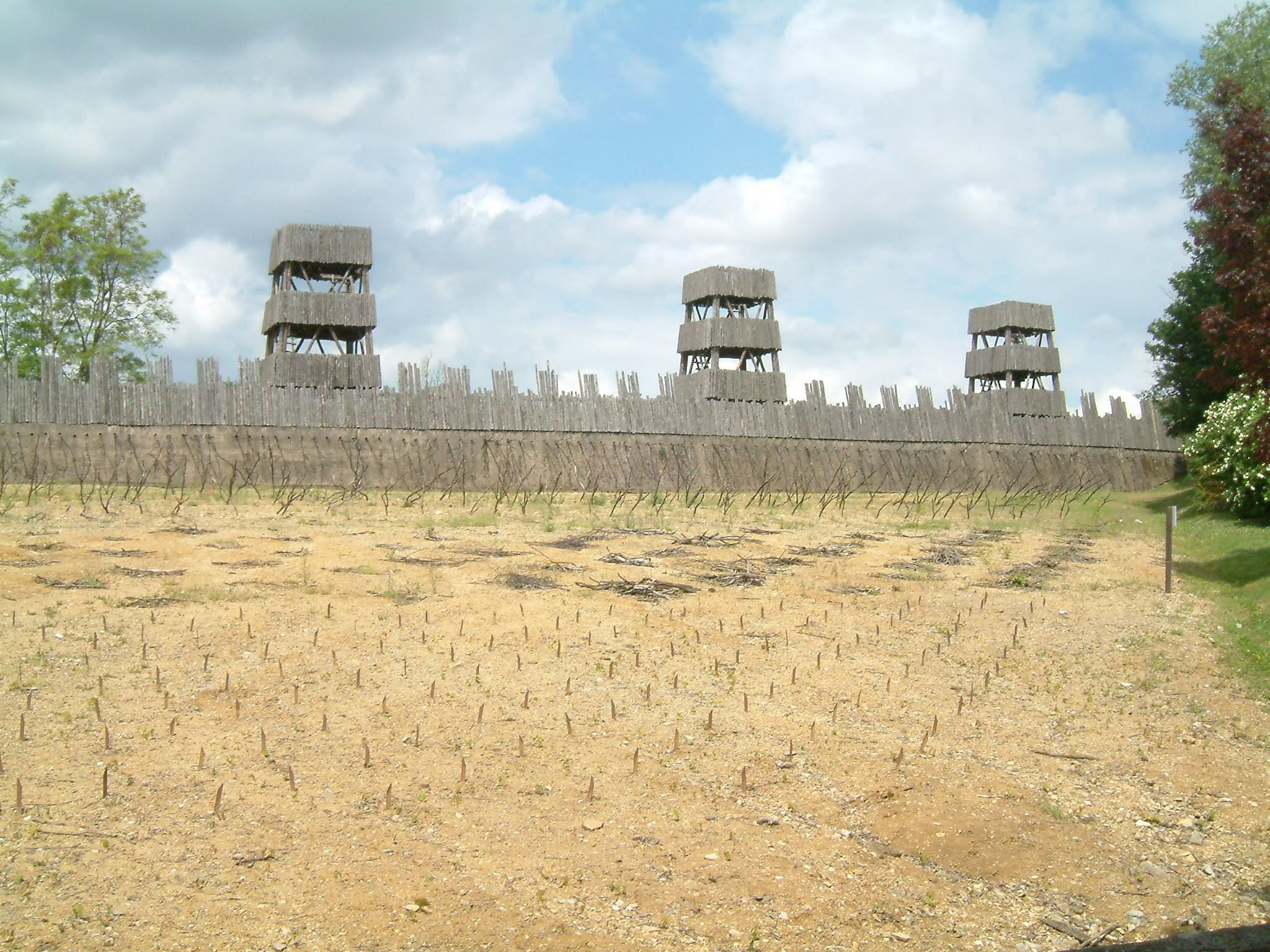
Archéodrome de Beaune, reconstitution du siège d'Alésia avec en avant-plan les « aiguillons », puis les trous de loup et les abattis, surnommés par les troupiers, respectivement les stimuli, les lilia et les cippi.

César décrit Alésia comme un oppidum établi sur une hauteur entre deux cours d'eau. Étant en infériorité numérique, César doit renoncer à un assaut et privilégie une tactique de siège par encerclement. Il met alors en œuvre le génie romain pour les travaux de siège, afin d'affamer les Gaulois et de réduire la ville à la reddition. Ces travaux sont longuement décrits dans le récit du siège livré par César. Les fouilles menées sur le terrain à Alise-Sainte-Reine ont montré, d'après les archéologues qui ont effectué des fouilles « une réalité parfois différente de la description de César ». L'interprétation de ces divergences entre le terrain et le texte est un des enjeux de la querelle sur la localisation de la bataille. Pour Michel Reddé, « il n'est donc pas question de nier l'écart entre les données de terrain et la description césarienne, qui témoigne sans doute autant de la culture littéraire que de la science militaire du proconsul, mais il serait tout aussi excessif de s'y attarder plus longtemps ». Pour isoler l'oppidum gaulois et se protéger d'une attaque extérieure, César établit une double ligne de fortification. On appelle contrevallation la ligne intérieure tournée en direction de l'oppidum et circonvallation la ligne extérieure destinée à protéger les troupes romaines d'une attaque extérieure venant secourir l'oppidum.

#### Les travaux de siège césariens
Autour de la ville, une ligne de travaux défensifs de dix milles (14,7 km ou 16,3 km),, la contrevallation, est édifiée pour empêcher les sorties des assiégés. Dans les parties planes de la ligne de défense, le système de fortification est constitué d'un fossé de 4,50 m de largeur et de même profondeur qui se remplit d'eau dans l'heure suivant son terrassement, du fait de la nature semi-marécageuse du site (vallum), dont la terre sert à construire un remblai (agger) de 3,50 m de haut, surmonté d'une palissade avec pieux (pluteus). Ce système était ponctué de tours distantes de 80 pieds (tous les 24 mètres. Les traces de tours retrouvées lors des fouilles présentent un espacement qui peut fortement varier,). En avant du fossé, sont enterrés des petits pieux équipés de pointes de fer (stimuli). En avant des stimuli sont disposés sur huit rangs et en quinconce, des trous coniques de 90 cm de profondeur au fond desquels ont été calés des pieux acérés dissimulés par des broussailles : ce sont les lilia, dénommés ainsi en raison de leur ressemblance avec la fleur de lys. Les chevaux tombaient dans ces trous camouflés, mettant ainsi une bonne partie de la cavalerie ennemie hors service. Ensuite vient un second fossé de 4,50 m de profondeur et autant de largeur, suivi d'un autre fossé de 1,50 m de profondeur et 6 m de largeur, comblé de troncs dont les branches ont été taillées de manière à former des pointes acérées (cippi). Vingt-trois fortins (castella) renforcent cette ligne de défense. Une reconstitution de cette fortification était visible à l'archéodrome de Beaune et sur le site du MuséoParc Alésia qui a ouvert en 2012 au pied de l'oppidum d'Alise-Sainte-Reine.

« César fit creuser le premier fossé de 20 pieds de large du côté de l'oppidum pour enfermer les Gaulois et pour mettre à l'abri les terrassiers qui réalisèrent la suite des travaux. Toutes les autres fortifications seront comprises dans un intervalle de quatre cents pieds : il fit creuser deux fossés de 15 pieds et de profondeur égale : il fit remplir le fossé intérieur qui se trouvait dans les parties basses de la plaine d'eau qu'il dériva d'une rivière. Derrière ces fossés, il fit construire un parapet. »

Les mêmes travaux sont effectués pour une deuxième ligne de défense longue de quatorze milles (environ 21 km), la circonvallation, tournée vers l'extérieur et destinée à protéger les assaillants d'une éventuelle armée de secours.
Lors de l'établissement de ces lignes de défense, les Romains ont tiré parti du relief du site d'Alésia, et ont su aussi s'assurer un ravitaillement en eau continu et satisfaisant. Le dispositif constaté archéologiquement tient compte du terrain et adopte une grande variété de solutions. Les travaux d'investissements constatés correspondent à la concentration militaire disponible pour César, environ 40 000 hommes pour une quarantaine de kilomètres de fossés et de remparts.

#### Situation critique pour les assiégés et arrivée des secours
Arrivant à court de vivres, les assiégés font sortir les femmes, les enfants et les vieillards. César refusant de les nourrir ou de les laisser passer, ils mourront de faim entre les deux camps.
L'armée de secours arrive devant Alésia peut-être fin septembre. Elle est commandée conjointement par Commios, le roi des Atrébates, Vercassivellaunos, le cousin de Vercingétorix, et les Éduens Viridomar et Éporédorix. Elle est forte, selon César, « d'environ 240 000 » fantassins et de 8 000 cavaliers. La concentration d’hommes réunis dans cet affrontement décisif est extraordinaire : environ 400 000 combattants sont en présence, auxquels s’ajoutent la masse des civils emmenés avec les armées, les serviteurs et esclaves de l’armée romaine. Les troupes gauloises se postent sur une colline à mille pas des fortifications. Dès le lendemain de leur arrivée, ils font sortir leur cavalerie composée de 8 000 cavaliers et en couvrent la plaine de trois mille pas de longueur : omnen eam planitiem complent.
L'infanterie romaine a pris position sur les lignes de circonvallation et contrevallation. César ordonne à sa cavalerie d'engager le combat contre la cavalerie gauloise renforcée par des archers et de l'infanterie légère. Les combats durent de la mi-journée jusqu'à la tombée de la nuit.
« Du sommet des hauteurs où les camps étaient placés, la vue plongeait sur la plaine, et tous les soldats, le regard attaché sur les combattants, attendaient l'issue de la lutte… Comme l'action se déroulait sous les yeux de tous, il n'était pas possible qu'un exploit ou une lâcheté restassent ignorés ». La cavalerie germaine finit par mettre les cavaliers gaulois en fuite et massacre les archers. La cavalerie romaine poursuit les fuyards jusqu'à leur camp.
Le jour suivant, les Gaulois de l'armée de secours fabriquent passerelles, échelles et harpons puis, au milieu de la nuit, lancent l'assaut. Ils se servent de flèches et pierres pour bousculer les défenseurs romains. Ceux-ci avec des frondes, des casse-têtes, des épieux repoussent les attaquants. L’obscurité entraîne des pertes lourdes des deux côtés. L'artillerie romaine lance une grêle de projectiles. Les Romains renforcent systématiquement les points faibles à l'aide de troupes empruntées aux fortins situés en arrière. Les pièges ralentissent l'avancée des Gaulois au pied des palissades et, n'ayant pu percer nulle part, ils finissent par se replier au petit matin craignant d'être pris sur leur flanc droit si l'infanterie romaine du camp supérieur tentait une sortie. Vercingétorix, bien qu'alerté dès les premiers combats par les clameurs, perd trop de temps à manœuvrer ses engins d'assaut et à combler les premiers fossés. Il apprend la retraite des siens avant même d'arriver aux retranchements et regagne l'oppidum.
Les fouilles archéologiques d'Alise, et notamment les fouilles franco-allemandes des années 1990, ont permis de mieux comprendre les conditions de la bataille et les travaux de fortifications romains. Ces derniers doivent être replacés dans le cadre de la poliorcétique, science du siège militaire développée dans le monde grec à l'époque hellénistique : au regard de ce contexte historique, les fortifications d'Alésia ne présentent pas un dispositif exceptionnel.

### La bataille décisive et la reddition

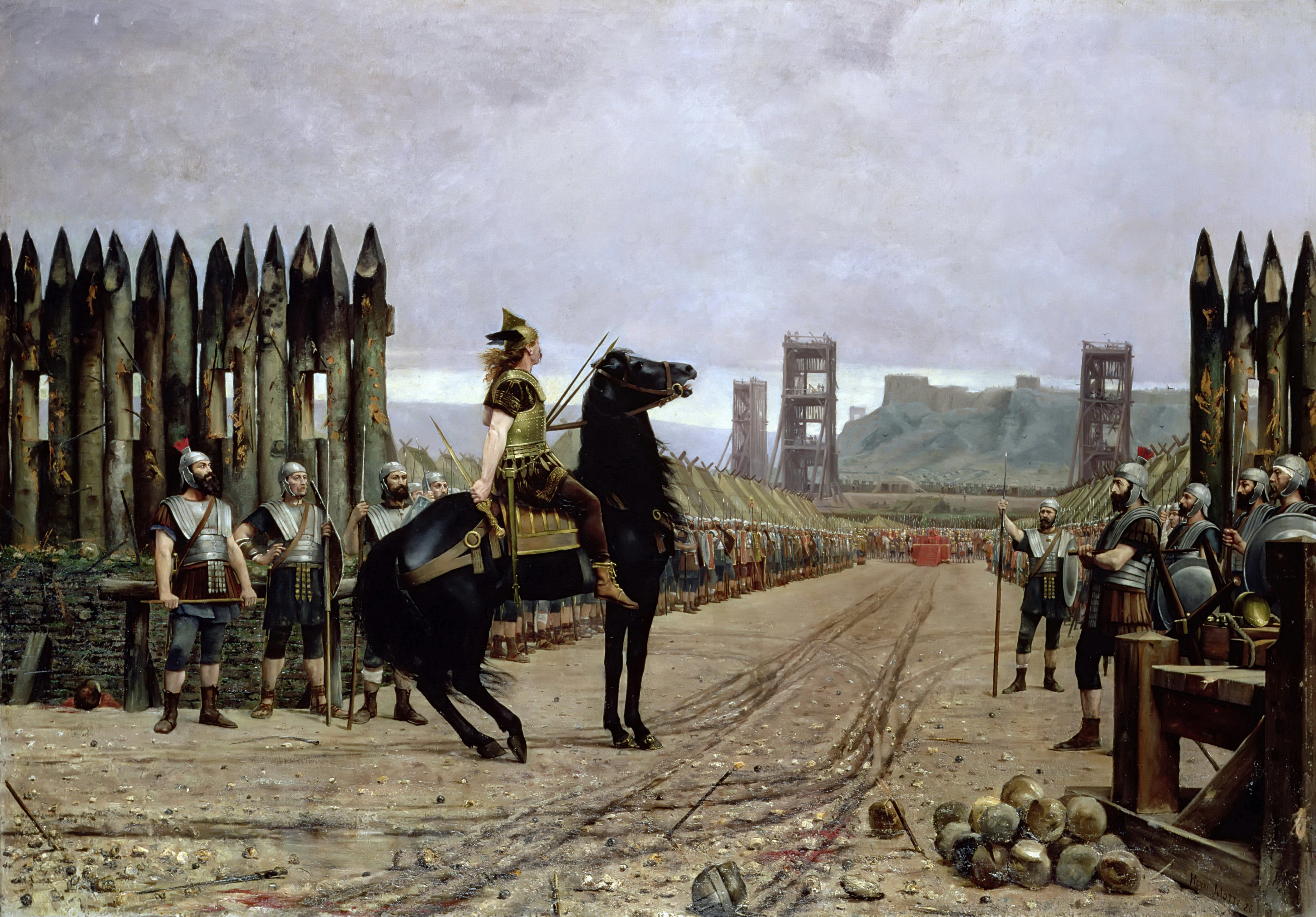
Henri-Paul Motte, Vercingétorix se rend à César, 1886

#### L'assaut de Vercassivellaunos
À la suite de ces deux échecs, une troupe d'élite de 60 000 hommes est constituée et mise sous le commandement de Vercassivellaunos, un cousin de Vercingétorix. Après une longue marche de nuit et une matinée de repos, Vercassivellaunos attaque le camp supérieur depuis la montagne nord. En même temps, la cavalerie gauloise s’approche des fortifications de la plaine et le reste des troupes se déploie en avant du camp gaulois. Vercingétorix sort de la ville avec tout son matériel d'assaut.
Les Romains, attaqués de toutes parts, commencent à céder, d'autant que les Gaulois réussissent à combler les obstacles. César envoie Labienus en renfort pour le camp supérieur. Les assiégés, désespérant de venir à bout des fortifications de la plaine, tentent l’escalade des abrupts ; ils y portent toutes les machines qu’ils avaient préparées. Ils chassent les défenseurs des tours sous une grêle de traits, comblent les fossés, réussissent à faire une brèche dans la palissade et le parapet.

#### César se lance dans le combat avec ses troupes
César envoie d’abord des renforts puis il amène lui-même des troupes fraîches. Ayant refoulé l’ennemi, il rejoint Labiénus avec quatre cohortes et une partie de la cavalerie tandis que l’autre partie de cette dernière contourne les retranchements extérieurs et attaque l’ennemi à revers. Voyant la cavalerie derrière eux et de nouvelles cohortes approchant, les Gaulois prennent la fuite. Les cavaliers romains leur coupent la retraite et les massacrent. Vercassivellaunos est capturé. Voyant ce désastre, Vercingétorix ordonne le repli de ses troupes. Au signal de la retraite, les troupes de secours quittent leur camp et s’enfuient. Les fuyards sont en partie rattrapés par la cavalerie romaine ; beaucoup sont pris ou massacrés ; les autres, ayant réussi à s’échapper, se dispersent dans leurs cités. Cette grande bataille a mis face à face d'un côté les 60 000 hommes de Vercassivellaunos et de l'autre les deux légions de Réginus et Rébilus, les six cohortes de Labiénus, plus les trente-neuf qu'il a tirées des postes voisins. Aux soldats amenés par Labiénus, il faut ajouter les escadrons et les cohortes amenés par César. Soit, en tout, au moins six légions.
Le lendemain, Vercingétorix décide de se rendre. Après la reddition des Gaulois, la plupart des guerriers gaulois — sauf les Éduens et les Arvernes — sont réduits en esclavage et distribués aux légionnaires, « à raison d'un par tête » (César, B.G., VII, 89).

## Conséquences de la bataille
La défaite d'Alésia et la capture de Vercingétorix marquent la fin de la résistance organisée face aux campagnes de César et constitue un apogée dans le récit césarien. Ce dernier est à ce moment-là à la tête d'une solide armée expérimentée, d'alliés précieux, d'un butin colossal, fait notamment d'esclaves et des richesses pillées tout au long de 6 années de guerre. Auréolé de gloire, il se tourne vers l'Italie du nord, afin de faire stationner ses troupes en vue de retourner à Rome pour faire ratifier les mesures prises lors de sa conquête, d'obtenir l'installation de ses vétérans, et d'obtenir un triomphe pour sa victoire. Cependant, l'ascension de César a ravivé de considérables tensions à Rome, entretenues notamment par des fidèles du conquérant des Gaules d'une part et des bandes armées menées par les partisans de Pompée et du parti aristocratique. Ce dernier cherche à prendre César en défaut pour les irrégularités de ses commandements et des prorogations d'iceux au cours de la décennie qui s'achève. Déclaré ennemi public par le Sénat à l'hiver 50-49 av. J.-C., César franchit le Rubicon pour défendre ses intérêts et déclenche ce qui fut la deuxième guerre civile de Rome, l'opposant à Pompée. De son côté, Vercingétorix, captif, est incarcéré durant six ans dans la prison Mamertine et probablement exécuté après le triomphe de son vainqueur qui se déroula en 46 av. J.-C., après une suite ininterrompue de victoires sur Pompée, ses partisans, l'Égypte et l'Asie.

## Le mobilier des fouilles
À l'heure actuelle, l’ensemble du mobilier archéologique découvert sur le site d'Alise-Sainte-Reine lors des fouilles de Napoléon III est déposé au musée d'Archéologie nationale de Saint-Germain-en-Laye. La présentation des collections provenant de ce site est l’une des toutes premières à avoir été mises en œuvre à Saint-Germain : ainsi, dès l’origine des collections, la « salle Alésia » a constitué, à proprement parler, le cœur du musée. Le mobilier archéologique issu des fouilles ultérieures, notamment sur les niveaux gallo-romains de l'oppidum, sont pour partie conservés à Alise, dans l'ancien musée archéologique.
Nous pouvons observer dans les salles du musée de Saint-Germain de nombreuses armes découvertes sur le site, des monnaies gauloises et notamment de Vercingétorix, différentes maquettes reconstituant les fortifications ainsi que des vitrines dédiées à l'équipement des combattants romains, germaniques, celtiques. Sont aussi exposés des objets liés à la poliorcétique découverts à Alise : chausse-trappes, carreaux d'engins de siège, etc. L'ensemble permet un panorama précis et complet des techniques de guerre de l'époque.

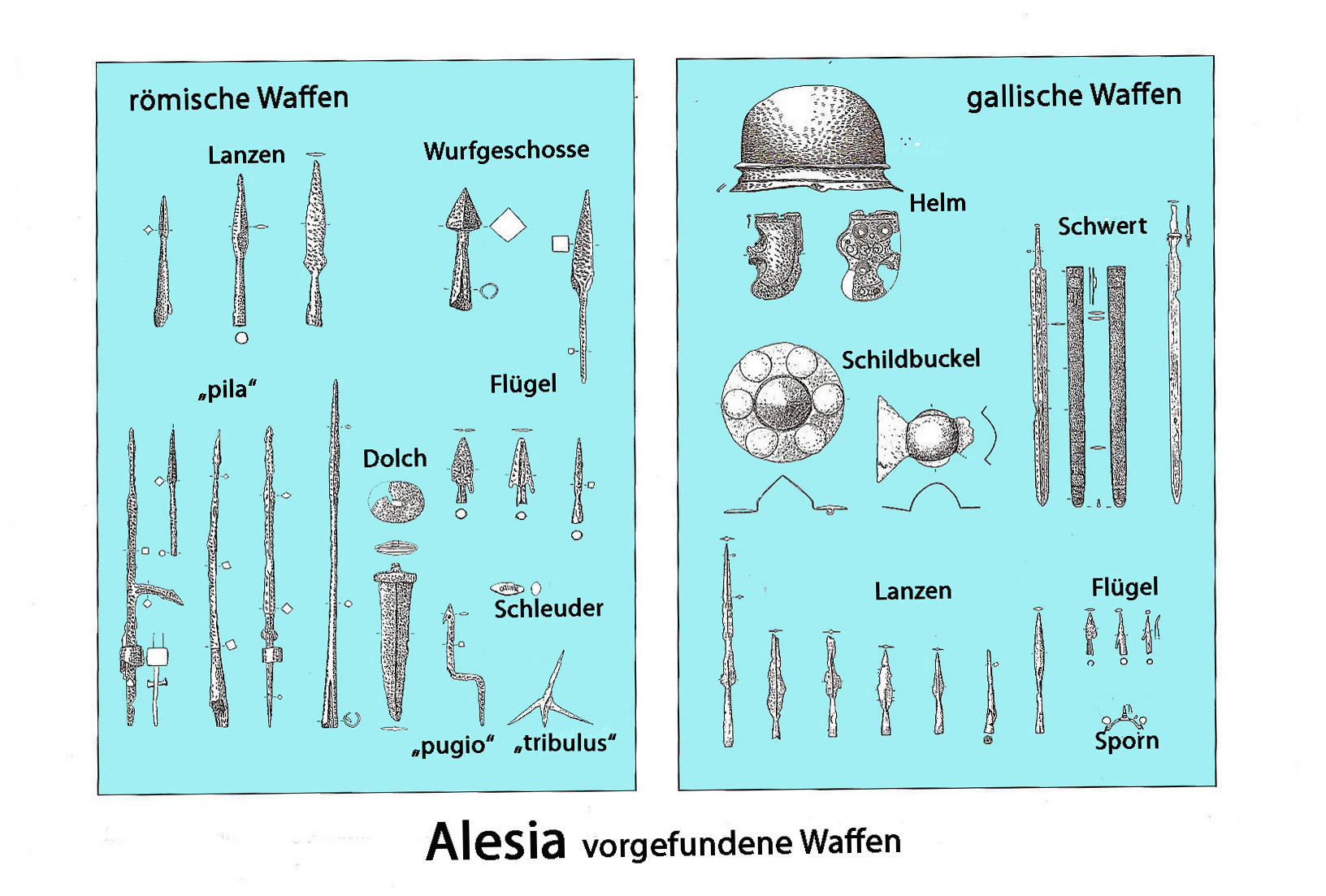
Planches d'armements découverts à Alésia lors des fouilles
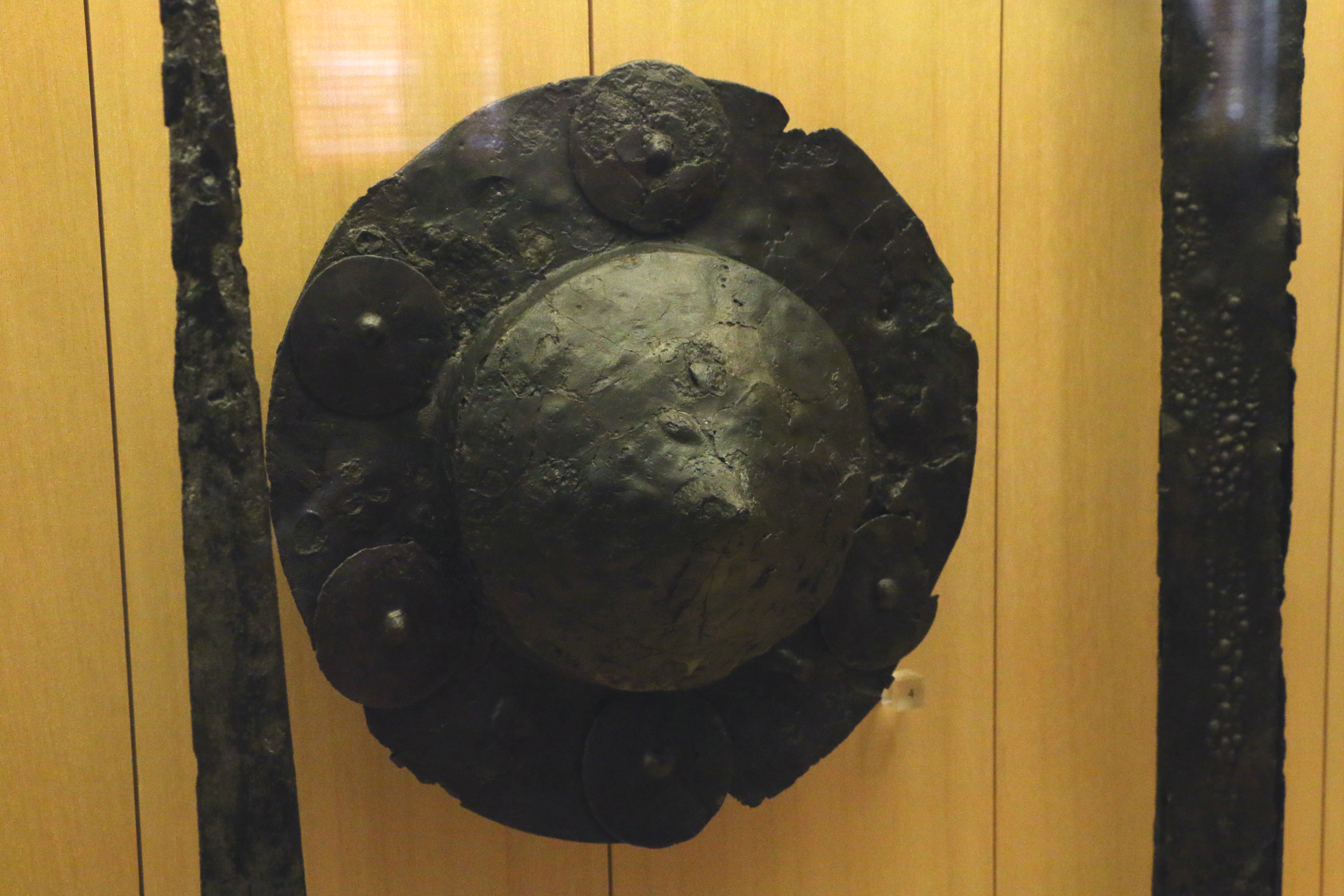
Umbo de bouclier germanique découvert à Alésia - Musée d'Archéologie Nationale de Saint-Germain-en-Laye
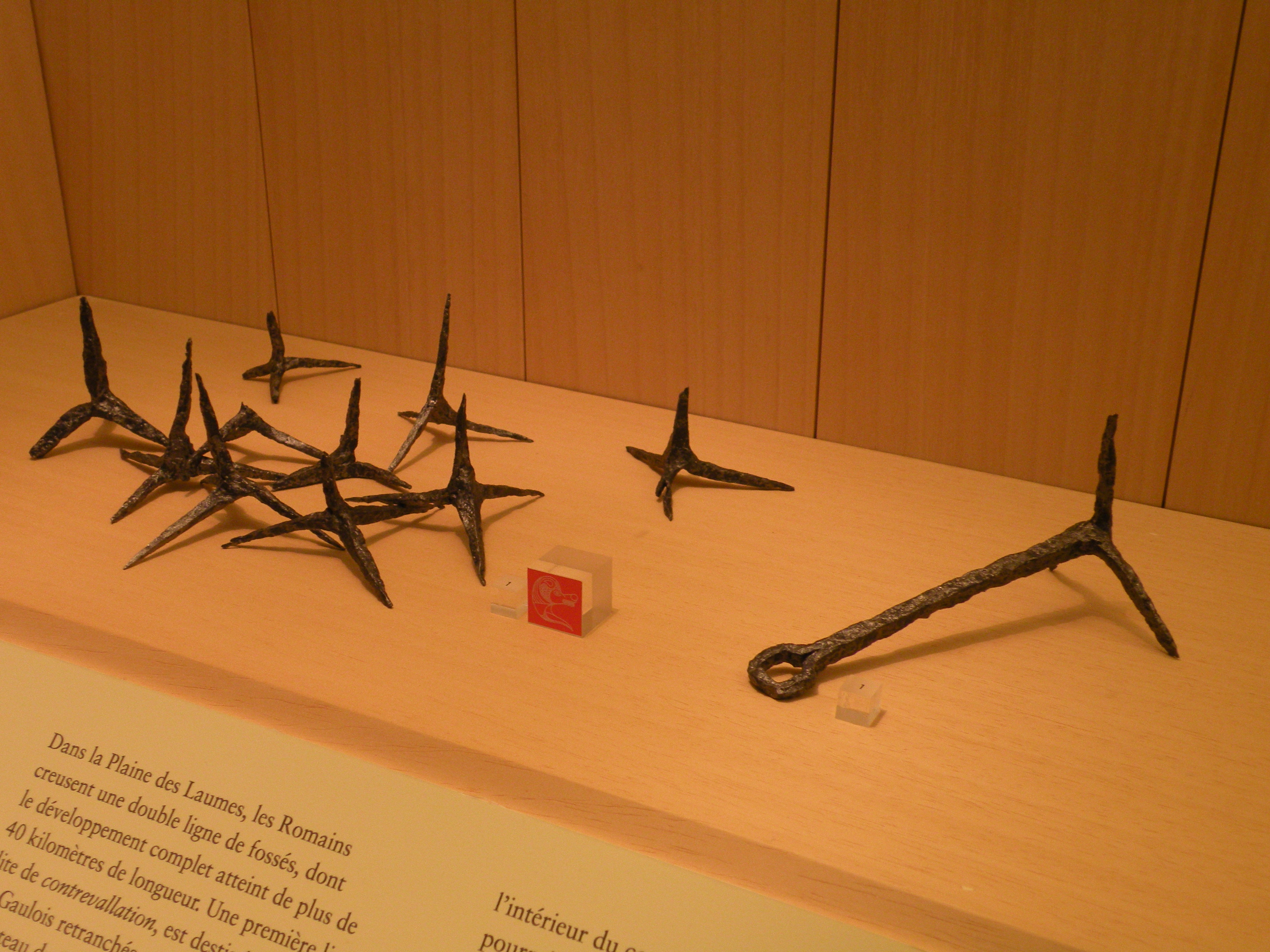
Tribuli romains découverts à Alésia - Musée d'Archéologie Nationale de Saint-Germain-en-Laye
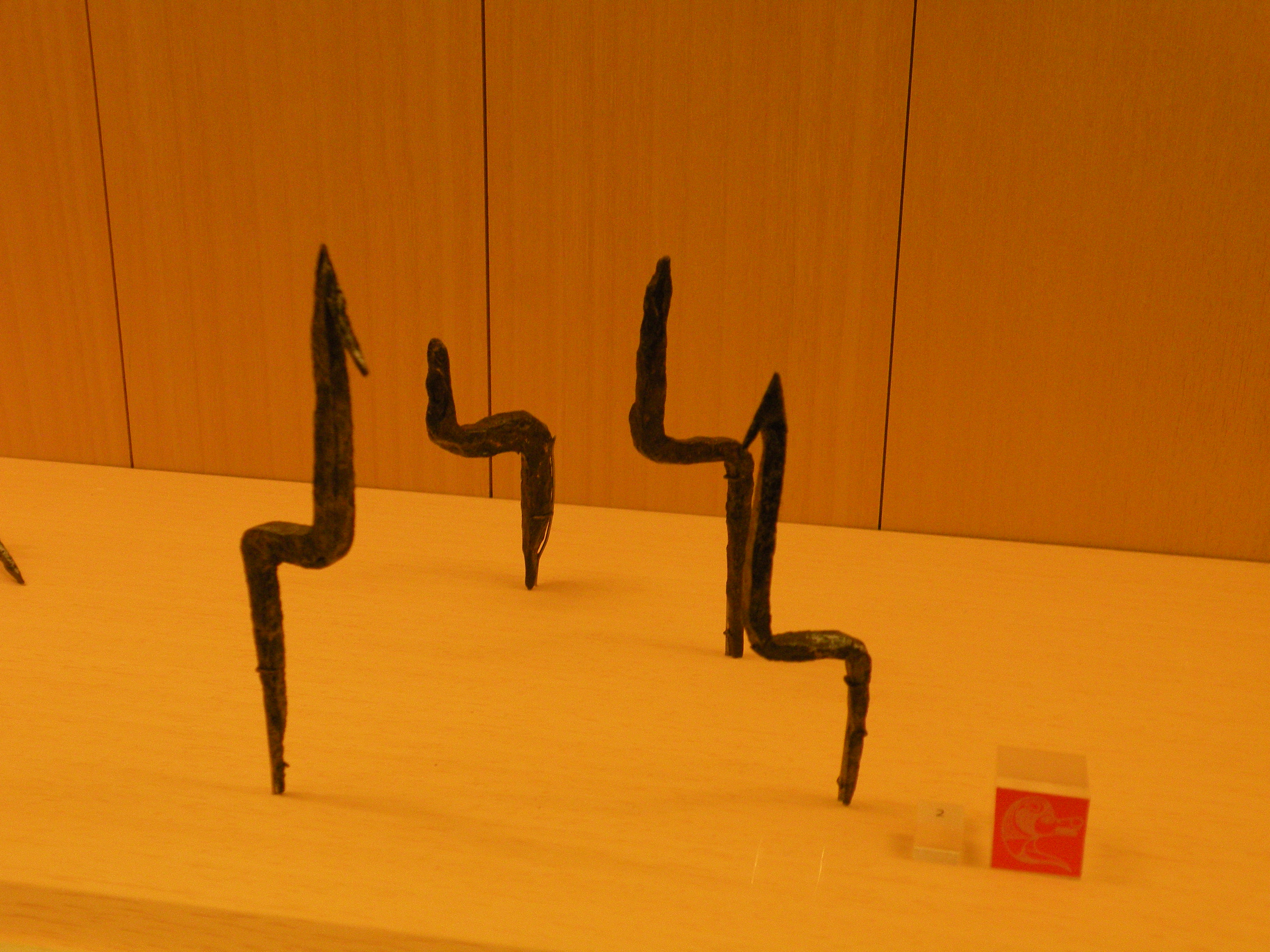
Stimuli romains découverts à Alésia - Musée d'Archéologie Nationale de Saint-Germain-en-Laye
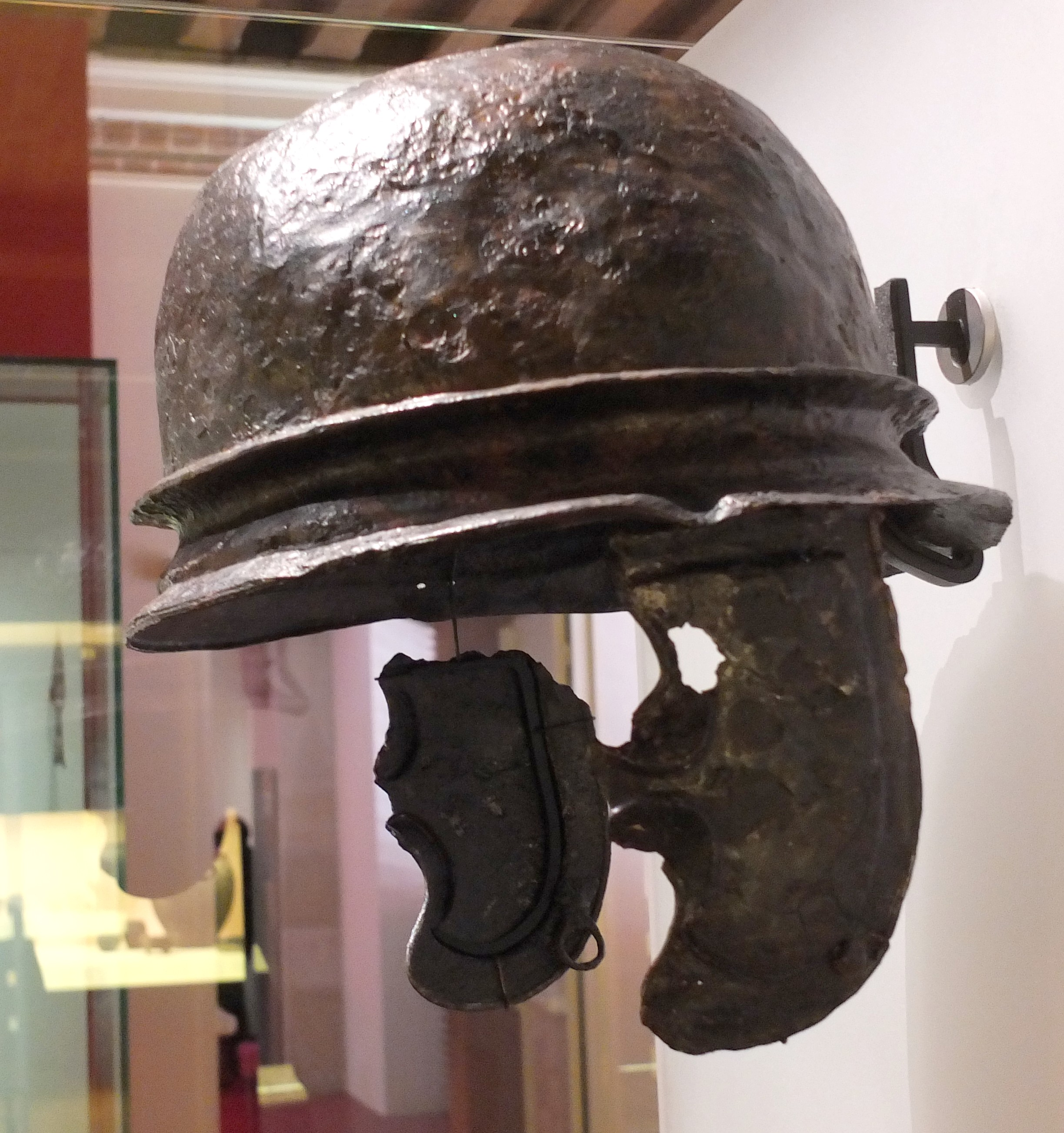
Casque en fer découvert à Alésia - Musée d'Archéologie Nationale de Saint-Germain-en-Laye
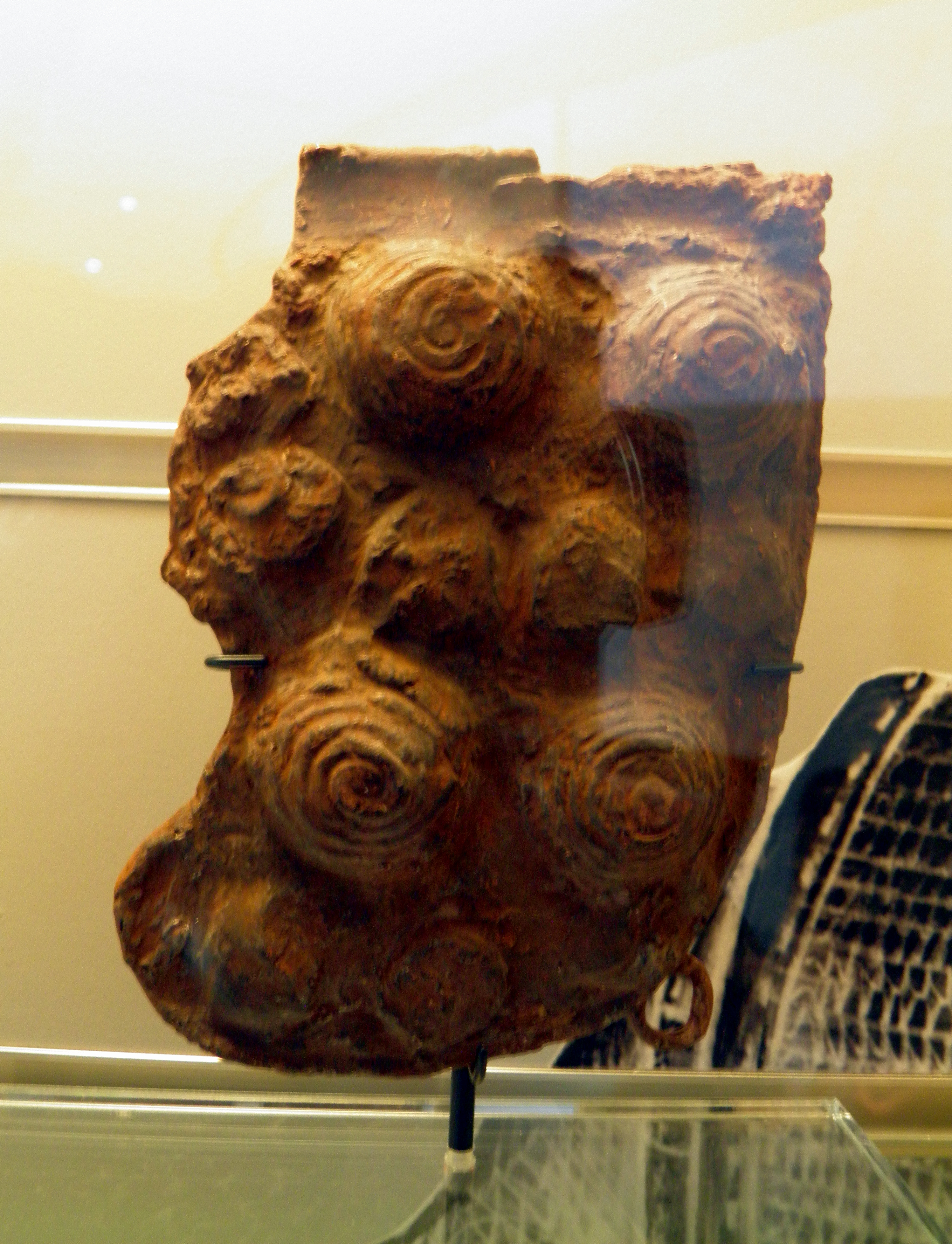
Copie en plâtre d'une paragnathide de casque gaulois découverte à Alésia - MuséoParc Alésia
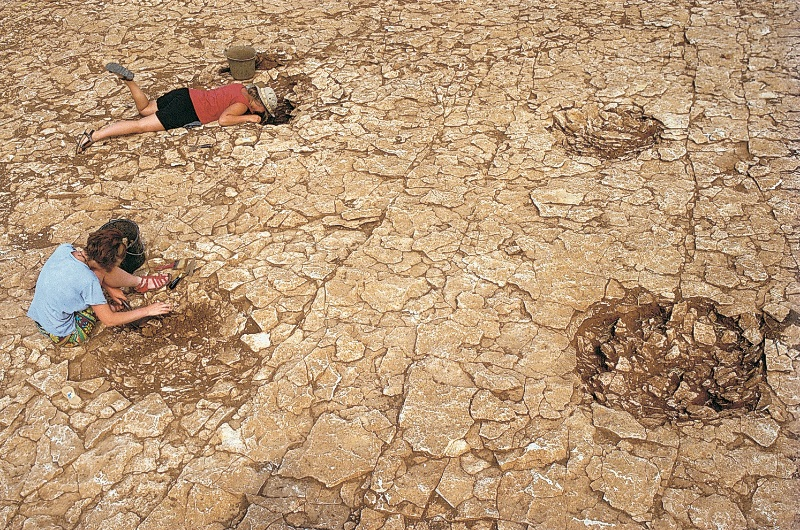
Fouille du Camp C à Alésia

## Musée Alésia et MuséoParc Alésia

« Centre d’interprétation des assiégeants » du MuséoParc Alésia.

Les découvertes archéologiques sur l'oppidum d'Alésia et dans ses environs immédiats se répartissent principalement entre deux collections : les objets issus des fouilles napoléoniennes, conservés au Musée d'Archéologie Nationale de Saint Germain en Laye, d'une part, et d'autre part ceux issus des fouilles postérieures, le lapidaire et les objets issus des vestiges gallo-romains, déposés au Musée Alésia qui avait été aménagé en 1910 par la Société des Sciences de Semur. Ce musée a fermé en 2002 pour rénovation de ses espaces et remise en valeur de ses collections, sa réouverture étant initialement prévue pour 2019.
En 2012 fut inauguré un vaste Centre d'Interprétation du Patrimoine, appelé « MuséoParc Alésia ». Il s'agit d'un équipement culturel d'envergure européenne. L'opération d'aménagement, d'un budget initial de 25 millions d'euros, fut pilotée par le conseil général de la Côte-d'Or en partenariat avec le ministère de la Culture, le ministère de l'Écologie et du Développement durable, ainsi que de nombreux acteurs publics et privés. Il est géré par une société d'économie mixte la SEM Alésia, avec un contrat décennal.
Constitué initialement de deux édifices (dont le futur Musée Alésia rénové) et d'un parc archéologique de 7 000 hectares sur les thèmes de « l'histoire du siège d'Alésia en -52 » et du « mythe de la fondation de la nation française » ce centre d'interprétation propose un parcours documentaire sur le contexte de la guerre des Gaules, les guerres civiles romaines et les grands généraux, ces imperatores qui furent au cœur des grands conflits de l'époque, dont César, Pompée, Marius, Sylla. Les vitrines d'exposition et le parc extérieur proposent diverses reconstitutions : équipements militaires, étendards, campements romains, ainsi que des archives du XIXe siècle sur les fouilles napoléoniennes sont présentées. Des expositions temporaires sont aussi mises en place, notamment sur la vision des Gaulois dans l'enseignement français depuis le XIXe siècle. Régulièrement, des démonstrations de combattants gaulois ou romains sont organisées pour les visiteurs, à l'extérieur au milieu des fortifications reconstituées, ou dans le hall principal du centre.
Au terme de plusieurs années de changements dans le projet de 2012, l'idée de construire le deuxième édifice sur l'oppidum est finalement abandonnée, le Muséoparc Alésia est alors requalifié, de Centre d'Interprétation du Patrimoine en Musée, pour accueillir les collections archéologiques conservées au Musée archéologique d'Alise-Sainte-Reine. Une vaste opération de réfection des salles et du parcours scénographique est alors mise en œuvre. Ce chantier, piloté par le Département de la Côte-d’Or, maître d’ouvrage du projet aboutit en 2021, après 8 mois de travaux, à un nouveau parcours de visite intégrant les nouvelles technologies et de nouveaux dispositifs de médiation culturelle. Le mobilier issu des fouilles y est alors exposé dans une muséographie repensée. Le MuséoParc Alésia rouvre ses portes au public le 3 juillet 2021.